# Valle dei Cavalieri

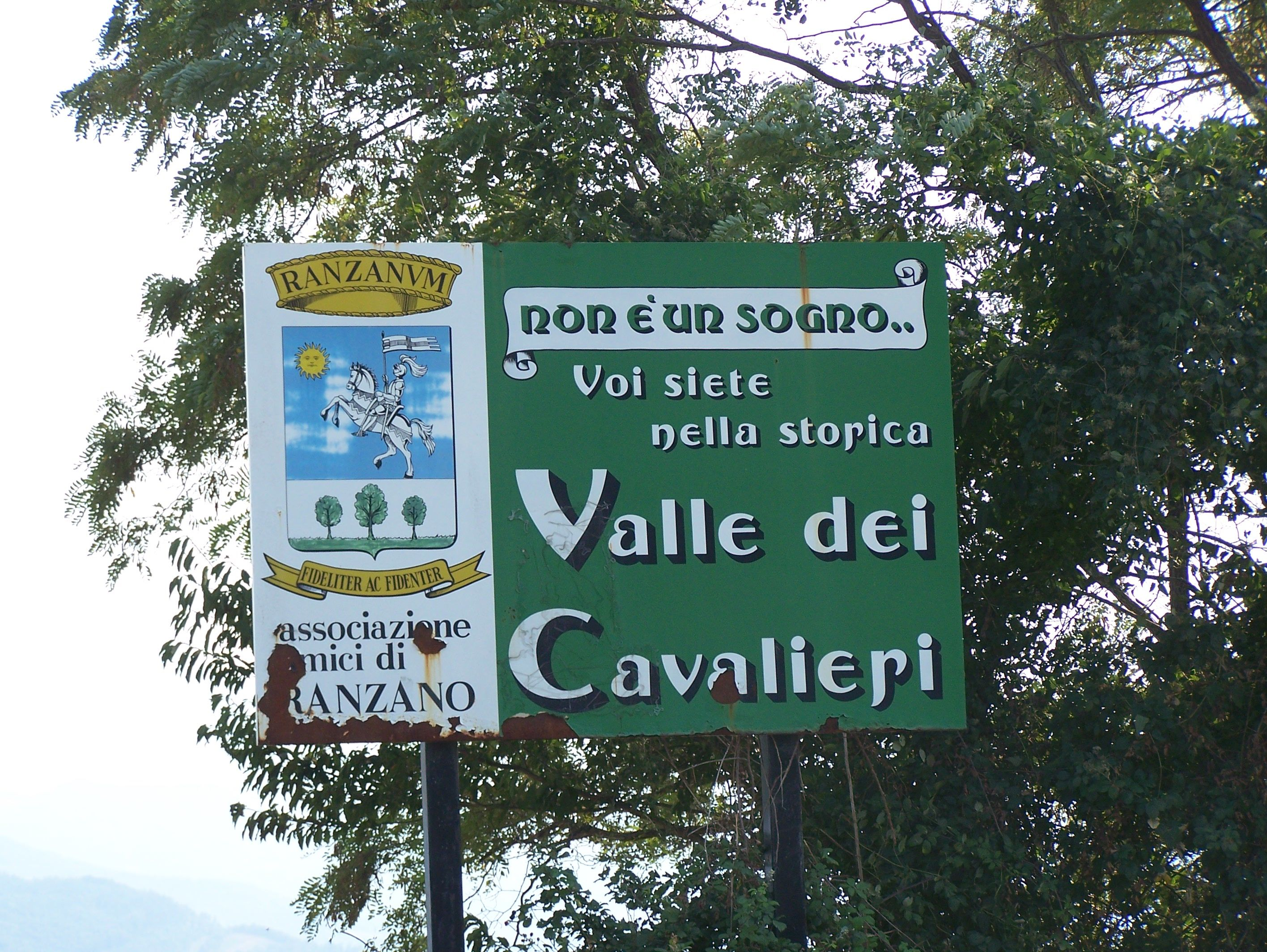
Cartello turistico posto ad uno degli ingressi della Valle dei Cavalieri.

La Valle dei Cavalieri è un'area di antichi borghi medievali fortificati da casetorri, nell'Appennino tosco-emiliano, situata sull'Alta Val d'Enza e Val Cedra fra le attuali province di Parma e Reggio Emilia e appartenuta storicamente alle Terre Matildiche dei Canossiani. Anticamente tali valli erano attraversate da un tratto della cosiddetta Strada delle cento miglia.

## Territorio
Il territorio della Valle dei Cavalieri (che più propriamente andrebbe chiamata con il plurale "valli") è costituito dal sistema orografico appenninico dei corsi dell'Enza, del Liocca e del Cedra, dove gli antichi borghi fortificati che occupavano posizioni strategiche e dominavano le linee ottiche di queste zone, costituivano un sistema poligonale di difesa dimostratosi nel tempo quasi inespugnabile. Gli antichi borghi erano:

### Lalatta
Lalatta è una frazione di Palanzano.

### Montedello

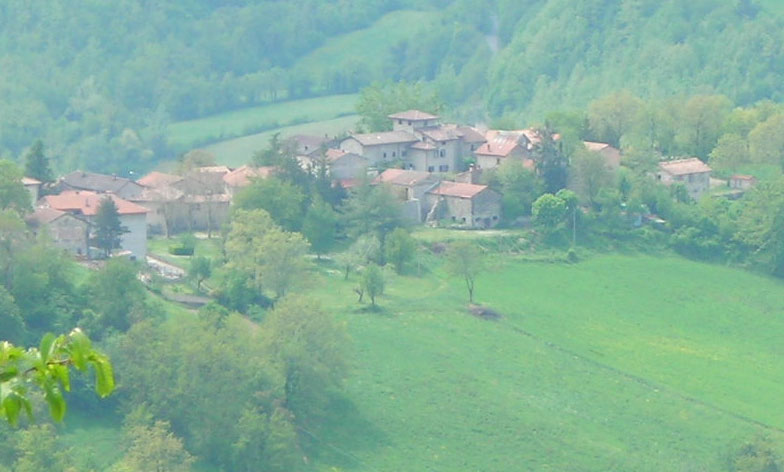
Montedello

Montedello (Mundèl nel dialetto locale) è una piccola frazione scarsamente abitata del comune del Ventasso (RE), prospiciente al torrente Enza e confinante con la provincia di Parma attraverso un ponte sul fiume; la località posta in territorio matildico, era un antico commune militum appartenente al sistema poligonale difensivo delle Valli dei Cavalieri, nei cui reperti e documenti appare sin dal XII secolo. Nel 1415 il censimento estense rilevava attorno ad una rocca alcune abitazioni in muratura ed in pietra, contornate da case in legno.
Il borgo a cui s'accede attraverso un archivolto, è situato su d'un crinale roccioso ed oggigiorno è costituito da alcune abitazioni in pietra dove si trovano alcuni loggiati, corti, sottopassi, bifore e portali, che riportano incisioni che li datano tra il '500 ed il '700; la piccolissima chiesa-oratorio consacrata a san Francesco è datata 1657, e ancor oggi è adibita alle funzioni religiose.

### Palanzano
Palanzano (pronuncia: /palanˈʣano/, Palanzàn in dialetto parmigiano) è un comune italiano di 1 277 abitanti della provincia di Parma, situato nell'Appennino parmense alle pendici del monte Faggeto, nell'alta Val Cedra, tra prati e boschi di castagni.
Il nome lo troviamo citato già nel 1039, e nei secoli seguenti per un periodo fu la sede del commissario della Valle dei Cavalieri.

### Ranzano
Ranzano è una frazione di Palanzano.

### Selvanizza
Selvanizza è una frazione di Palanzano.

### Succiso

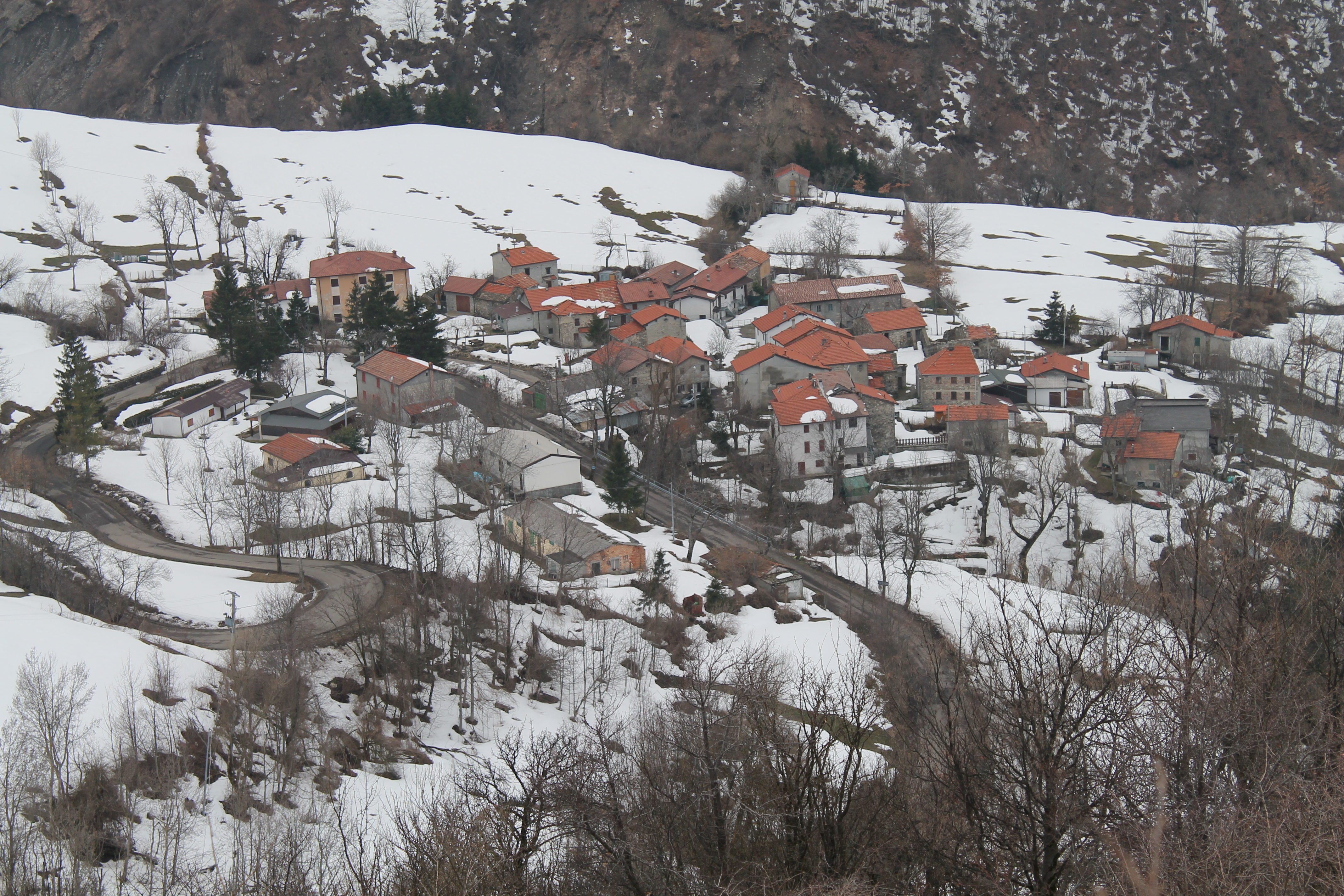
Succiso Inferiore

Succiso (S'cìs nel dialetto locale) è una frazione, pressoché spopolata, del comune di Ramiseto. Il paese è suddiviso in tre piccoli nuclei, ovvero Succiso Inferiore, Succiso di Mezzo e Succiso Superiore. Una serie di frane che hanno interessato il territorio circostante a partire dal 1955, ha causato un rapido abbandono di Succiso da parte dei suoi abitanti. I pochi che decisero di restare vennero trasferiti nella nuova località di Varvilla ribattezzata poi Succiso Nuovo. Nella frazione Inferiore si possono notare tantissime edicole votive in marmo, tipiche dell'Alta Val d'Enza e i resti della chiesa di cui rimangono in piedi la facciata e il campanile. Succiso viene anche chiamato il paese dei lupi poiché qui nel 1949 venne ucciso l'ultimo esemplare di lupo dell'Appennino.

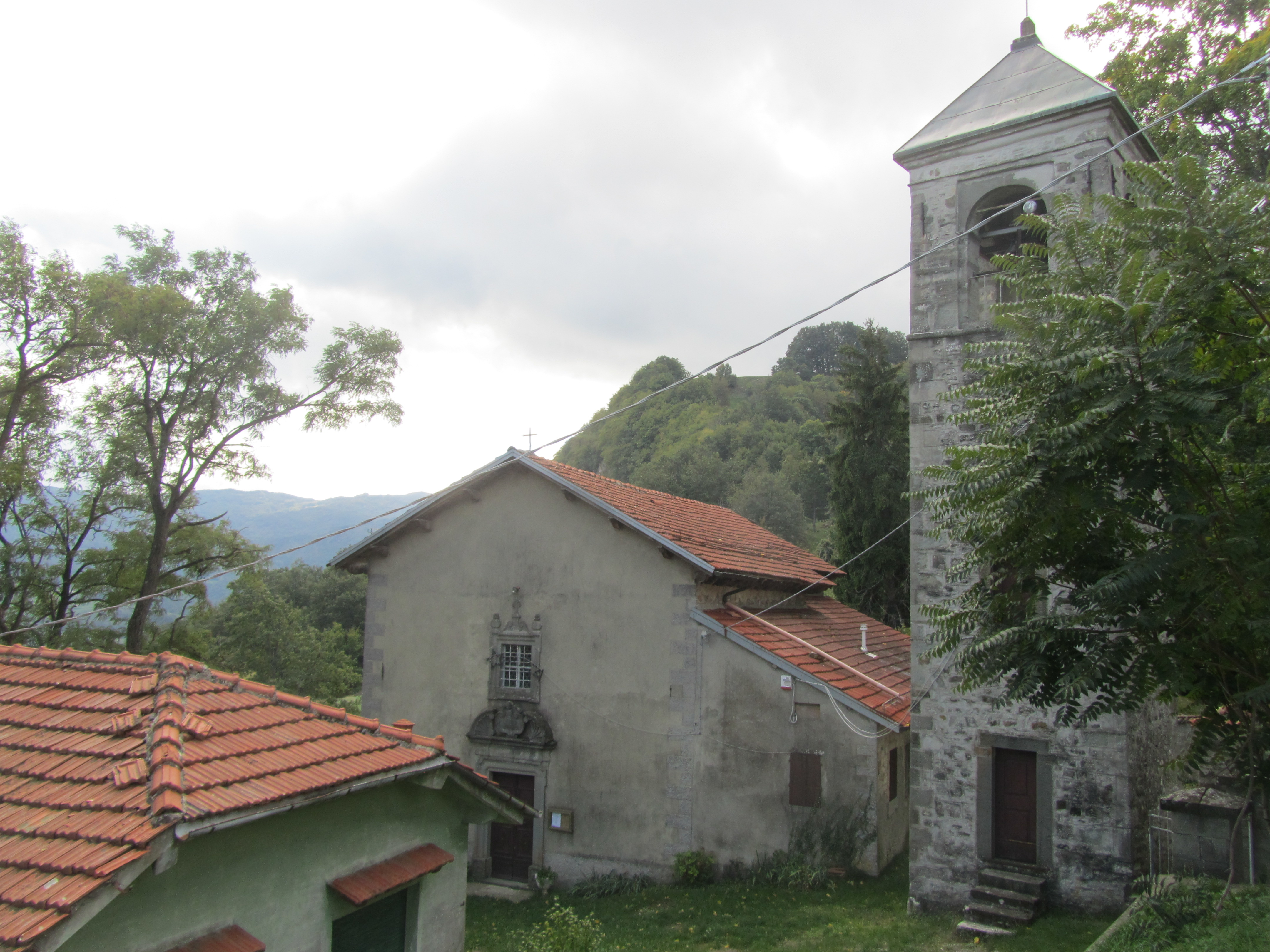
Vairo Superiore

### Vairo
Vairo Inferiore e Vairo Superiore sono frazioni di Palanzano.

### Vaestano (Vairo Sottano)
Vaestano è una frazione di Palanzano.
Valcieca
Valcieca è una frazione di Palanzano.

## Storia

### Le origini e l'ambito matildico
Le terre dell'Alta Val d'Enza, dopo essere state soggette alla influenza politica dei marchesi di Toscana, sin dalla fine del IX secolo vennero sottoposte all'autorità dei Vescovi di Parma grazie ad una serie di donazioni imperiali, sempre rinnovate ma probabilmente mai rispettate. La Chiesa parmense non seppe mai ottenere un completo controllo nella zona vista la frequente invasione di beni ecclesiastici da parte di mani laiche et militari che ancora lamentava l'Affò nella sua Storia di Parma. Di quali mani laiche et militari si parlasse ancora ai tempi del vescovo Ugo, salito in cattedra nel 1027, non è del tutto facile appurarlo con certezza, ma, come si vedrà più diffusamente in seguito, un ruolo di peso l'ebbero i milites delle Terre dei Cavalieri. Di chi fossero, invece, questi Cavalieri si è parlato a lungo, anche indagando ripetutamente gli alberi genealogici delle famiglie che discendono da quei clan di signori medievali. Non si è potuto appurare con certezza se, come sosteneva il Micheli, fossero originati da un'emanazione di quel patriziato militare cittadino discendente dal ceppo viscontile di Parma, ovvero se segnarono una continuità con le Comunità e l'organizzazione arimannica longobarda che si insediò nelle Valli fra il 568 e il 569 e che tante tracce, dal gastaldato di Bismantova, alla via della Braja e alle spie toponomastiche, ha lasciato del proprio passaggio. Del pari, se è stato possibile individuare i rapporti che i nostri clan ebbero con la feudalità matildica, ci è impossibile affermare come certo se i Cavalieri si spostarono nelle Valli dalla Garfagnana al tempo di quel Sigifredo de comitato Lucensi, bisnonno di Matilde e costruttore della rocca di Canossa. Anche il ritrovare rami di quelle casate appartenenti al clan dei nostri militi nei patriziati di diverse città Toscane non è indice sufficiente a provare l'origine toscana dei progenitori dei nobili consorti; è anzi emerso con chiarezza, dov'è stato possibile indagare a fondo, come i rami toscani siano stati ammessi ai diversi patrizati o nobiltà civiche come provenienti proprio dal lato padano degli appennini.
Indipendentemente dai problemi sull'origine è accertata la loro presenza sul territorio fin dall'XI secolo e nel giro di poco più di cent'anni impiantano un sistema di corti feudali, di bastie e piccoli castelli che ne sanciscono la signoria, attuata in un sistema clanico, dove principale collante è la comunanza di stirpe.

### Il sistema feudale e lo Statuto di Vallisnera
I singoli consortes, assumono cognomi e predicati diversi a seconda del feudo e nel 1207, raccolti nella chiesa di Vallisnera promulgano uno Statuto, noto come Statuto di Vallisnera, volto a regolare gli obblighi dei liberi proprietari nei confronti dei signori e a tutelare gli interessi dei Comuni rurali; governati da consoli e altri ufficiali rispondevano sempre al feudatario, al quale in ultima istanza spettavano le decime e le decisioni, potendo tuttavia regolamentare in questo modo la vita pubblica di tutti gli uomini liberi. Che la loro influenza su Parma e su Reggio sia stata di peso notevole è ricordato da più parti: l'Anonimo Comasco, citato dall'Affò, parlando dell'alleanza fra il Comune di Parma e quello di Milano, siamo nel 1118, scrive che i Parmigiani mettono in campo una forte compagnia di Cavalli Garfaniensi, reparti scelto di cavalleria regolare che proveniva dalla zona delle Valli. Un secolo più tardi, invece, gli Statuti di Parma dell'anno 1255, trattando delle imposte, precisano che esse vengono applicate anche nella giurisdizione dei Cavalieri, tranne che ai Signori di Vallisnera e di Vajro e a coloro che abbiano tenuto cavalli da guerra per il Comune di Parma ed ai Cavalieri erano affidate le entrate delle tasse raccolte insieme ad una lunga serie di benefici. Sovrintendevano le arti che raccoglievano gli artigiani maniscalchi e coloro che lavoravano i finimenti per le cavalcature, godevano di un loro alloggio ed ospedale in Parma nella zona che oggi si trova fra la Chiesa del Santo Sepolcro e Via Saffi ed avevano assistenza spirituale nella chiesa di San Pietro il cui portico sulla Piazza Grande era loro riservato. Nonostante in questo pieno periodo feudale vengono sempre ricordati nelle fonti come un organismo unico di consorti, innumerevoli si contano le liti fra i diversi membri dei clan. Le rivendicazioni sulle ragioni feudale e sui sudditi piuttosto che il diritto di emettere gride sopra li danni dati nei territori contestati erano stimolo di lotte e sortite armate che molto spesso si risolvevano con i documenti ad attestare il possesso del feudo o, in mancanza di ciò, con homicidia et vulnera et alias offensas, non troppo per il sottile insomma. Tutto ciò ebbe un compimento nel 1357, ma si contano altre stipule dello stesso tenore sia prima che dopo, quando i Vallisneri, insieme ai loro heredes et sequaces, si affidano degli arbitri per dirimere il possesso di quelle terre sulle quali sorgevano delle controversie all'interno della consorteria. Oltre ai Vallisneri ricordiamo altre fra queste antiche famiglie fra quelle che sono giunte ininterrottamente fino ad oggi. Molte, se non tutte, sono legate da stretti vincoli di parentela e spesso discendono da un antenato comune: così i Capacchi della Serra, i della Fontana di Ranzano, i Laghi di Castagneto, i Rinaldi di Carbognana, i da Palanzano, i da Vajro, i della Torre di Succiso, i Vallisneri della Latta (Lalatta), i Cortesi, i della Scala di Caneto. A queste famiglie sono ascrivibili i più antichi fra quegli stemmi che fanno bella mostra per tutte le valli, spesso scolpiti sui portali o sui camini dei palazzi, e che caratterizzano una particolare impronta araldica, e quindi simbologica, che percorre tutta la storia delle Valli. Già diversi anni fa, eravamo nel 1963, il professor Guglielmo Capacchi, approcciandosi ad un primo studio di questa nostra galleria araldica montanara scrisse “Scrivevamo nell'ormai lontano 1963: avanzando la supposizione del tutto legittima che le famiglie di Cavalieri abbiano continuato a mantenere, se non autorità, almeno prestigio e censo elevati, e siano da individuarsi fra i maggiorenti delle Valli anche dopo il crollo della potenza dei Vallisneri [...] tra le più eloquenti testimonianze di questo assunto [...] sarà anche quella galleria di araldica che definiremmo minore. E l'anno successivo, recensendo quello scritto apparso su Aurea Parma, Emilio Nasalli Rocca, la massima autorità d'allora in fatto d'araldica, esprimeva il suo giudizio sulla portata del blasonario delle Valli dei Cavalieri e delle Corti di Monchio: curtes di milites, Cavalieri, piccoli feudatari, nel senso tipico di abitanti curtisii originari, derivato da antichissimi insediamenti, forse di coloni militari, e per ciò stesso da considerarsi diversi dai semplici rurali, così da rivestire una fondamentale condizione nobiliare” A questa osservazione, aggiungiamo noi, fanno seguito i documenti e le investiture uscite dagli archivi di queste antiche famiglie che si aggiungono alla tradizione ancora viva nelle Valli che addita in questa o in quella famiglia la discendente degli antichi Cavalieri.

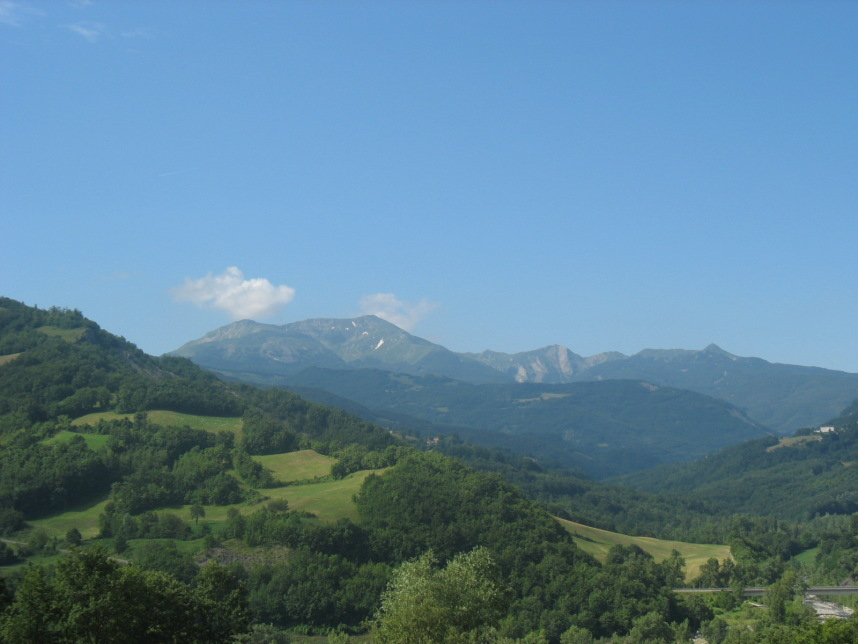
Le alte Valli dei Cavalieri viste da Poviglio, nel versante reggiano. Sullo sfondo svetta l'Alpe di Succiso

### La guerra del Castellaro
Il sistema di governo feudale così creato ebbe modo di resister molto a lungo, anche quando, nel 1448, la neonata Repubblica di Parma scatenò una vera e propria guerra per rovesciare Jacopo Vallisneri e i suoi Cavalieri che capitolarono al Castello del Castellaro. Successivamente la Magnifica Comunità delle Valli dei Cavalieri si avviò verso un più stretto controllo da parte del Comune di Parma che con un Podestà le amministrava; l'antico ordine di cose fu molto duro a morire, del resto, ancora in pieno Cinquecento le vecchie consuetudini feudali erano ben lungi dall'essere eradicate. È vero che i vasti patrimoni feudali, lentamente ma inesorabilmente vennero erosi dalle proprietà Comuni a disposizione degli abitanti, che ora ne potevano usufruire sgravati dai dazi feudali. È pur vero che molto spesso i nobili Cavalieri non ebbero la forza giuridica per opporsi a questo decadimento e che pian piano andarono perdendo gli strumenti e le antiche concessioni per far valere i diritti che vantavano. Pensiamo a quel Gabriele della Torre che si vede costretto a presentarsi al Podestà affinché intimi agli uomini di Succiso che accettassero le sue rivendicazioni, peraltro senza riuscirci. Nonostante fosse questa la situazione che si presentava sul finire del secolo XV secolo, un altro fenomeno va nella direzione opposta contribuendo a tramandare le antiche consuetudini. La semplice tradizione dei confini, dei diritti di pascolo, di pesca, di sfruttamento dei boschi un tempo garantiti dai milites ora non cessa di valere per gli abitanti, anche se per tutto ciò non pagano più alcun gravame feudale. Non è con un colpo di spugna che si cancellano consuetudini vecchie di secoli e nemmeno si negano diritti che le Comunità avevano, da sempre goduto. Il clima, diciamo, estremamente conservativo che l'ambito culturale delle Vali ha nutrito è stato in grado di far sopravvivere il senso d'identità antica che è, ad esempio, la chiave per leggere le diversissime lotte di confini che contrapponevano i piccoli Comuni durante tutta l'età moderna. Le razzie di bestiame e le rivendicazioni sui pascoli si fanno, ora come allora, sulla base degli antichi strumenti feudali che garantivano la giurisdizione ai Cavalieri e, in conseguenza, ai singoli Comuni. Questi stessi instrumenta et statuta vengono ancora richiesti e portati in giudizio in pieno XVI secolo, vengono rivendicati diritti che rimandano al contesto feudale ed ai rapporti fra i vari clan di Cavalieri. Se un tempo era fra due feudi in lotta che si svolgevano razzie di bestiame ora sono gli abitanti di un comune contro l'altro che difendono i loro antichi diritti di giurisdizione. Nello stesso secolo, mentre le Valli si raccolgono attorno al Podestà, le terre di Vallisnera vengono infeudate dai Duchi Estensi di Modena e Reggio a Giovanni Andrea Vallisneri con il titolo di Conte. Definitivamente staccate dalla giurisdizione delle Valli, come già era successo per la contea di Nigone affidata ad un altro ramo dei Vallisneri, seguirà le sorti di Modena rimanendo tuttavia una contea povera e disastrata il cui feudatario viene definito dai Valligiani, irritati per faccende di pascoli e confini, nient'altro che un cavallaro. Di tutt'altro peso i Conti di Nigone che, innestatisi con alcune fra le più grandi famiglie di Reggio accumulano un vasto patrimonio, lasciato dall'ultimo conte, Girolamo Vallisneri Vicedomini, alla Basilica della Ghiara di Reggio Emilia.

## Famiglie di tradizione cavalleresca
- Barbieri (Da Vairo)

Il ramo della famiglia Vallisneri da Vajro cominciò, all'inizio del XV secolo a chiamarsi anche Barbieri; in molti casi i personaggi vengono indicati in una fonte come da Vajro mentre in altra sede la stessa persona è indicata come Barbieri o come Barbieri da Vajro. Con Giovanni da Vajro, cavaliere di Vajro sottano che nel 1447 giurò fedeltà a Francesco Sforza1, la famiglia si sposta verso la pianura e acquista ingenti proprietà fra Porporano e Basilicanova. Suo figlio Pellegrino è padre del Magnificus Ilario Antonio, podestà delle valli nel 1565. Simone Barbieri è nel 1493, rettore di Sala. Don Adeodato è, nel 1560, Maestro di Casa di Pio IV e all'atto della nomina rinuncia, a favore del nipote Febo dei benefici di San Michele a Lesignano e di San Nicola a Traversetolo; conserverà per sé quello di Santa Maria, nell'avita Vajro. Aurelio capitano delle milizie ducali è attestato nel 1593. Durante il secolo successivo si contano diversi notaio appartenenti alla famiglia e nello stesso momento un ramo della famiglia è rimasto a Vajro sottano da cui nacque Giavan Battista, podestà delle Valli alla metà del XIX secolo. A Parma nel frattempo membri della famiglia ricoprirono importantissimi incarichi, quali Ferdinando, nominato cavaliere di I classe dell'Ordine di San Lodovico; Vincenzo Maria fu proconsole del Collegio notarile e direttore generale degli Ospizi civili, membro dell'Anzianato del Comune e procuratore legale dell'Ordine Costantiniano. La famiglia prese residenza a nella elegante Villa di Vigheffio con Giovanni Battista, notaio e buon verseggiatore, che nel 1810 partecipò alla fondazione del Gabinetto Letterario, successivamente trasformato dal Conte Filippo Linati nella “Società di Lettura e Conversazione”. Questo ramo è attualmente rappresentato dal dottor Edmondo Barbieri Marchi, commendatore dell'Ordine di San Lodovico e dell'ordine di San Giorgio.
- Da Castagneto

Di questa famiglia di cavalieri abbiamo notizia fin dal 1319 quando il dominus Giulighetius possiede le terre di Castagneto, facenti parte del feudo di Camporella e ne viene investito da nobilis vir Corradino Nardi del Gazo. Nel 1357 è Zanino da Castagneto che fa valere le sue ragioni nella già ricordata disputa; alla metà del secolo viveva anche il dominus Simone il cui figlio verrà censito nel 1415 ed il dominus Pietro. Il figlio di quest'ultimo è il nobile Gaspare che nel 1455, insieme a Cristoforo Valeri fondò il Monastero di Santa Maria delle Grazie dotandolo delle case di San Prospero in cui prima v'era l'ospizio della campana. Il tutto a patto che le suore si fossero adoperate per mantervi uno spedale di povere e miserabili persone.
- D'Aquabona

Di questa casata di feudatari abbiamo notizia fin dallo Statuto di Vallisnera in cui fra i promulgatori appare Antonio d'Aquabona. Nel 1303 un'investitura a Rolandino d'Aquabona rinnova i privilegi feudali già concessi ai suoi antenati. Dopo questa data non ci è stato possibile ravvisare altra testimonianza della famiglia.
- Da Nirone

I da Nirone militano formalmente nella giurisdizione vescovile. Guarimondo gastaldo vescovile è ricordato nel Libellus Parmensis. Tuttavia questo non impedisce loro di continuare a trattenere le loro possessioni ed i loro diritti nelle Valli dei Cavalieri. Infatti Nirone era dipendente dalla corte di Rigoso dal 1221, da quando, cioè il trattato fra il vescovo ed il podestà aveva sancito l'appartenenza di quest'ultima alla chiesa mentre quella di Vallisnera rimase al comune, cioè ai militi. Nel 1206 Gidolino da Nirone è chierico della chiesa di Nirone mentre nel 1357 troviamo Ottobono da Nirone e suo figlio, il reverendo Simone, garanti dei loro feudi nella divisione più volte citata.
Sul finire del secolo presero la via dell'inurbamento ed abbandonarono progressivamente le loro ragioni feudali nelle Valli. Nel 1393 Gherardo fonda un beneficio nella chiesa di Nirone che viene traslato nel duomo di Parma nel 1485. A quella data i suoi discendenti erano già presenti in città con Gherardino, cives parmenses, che nel 1441 si fa fideiussore per la leva del sale nelle Valli mentre suo figlio, il nobile Baldassarre, è banchiere al banco del monte come lo saranno i suoi figli. Ancora nel 1415 Simone da Nirone è investito dal Vescovo come secondo Notaio; saranno gli ultimi presenti nelle montagne5. Tornando infatti in città nel 1514 Ambrogio fu eletto fra i banchieri del Monte di Pietà mentre Simone era rettore dell'Ospedale Tanzi; nello stesso periodo Benedetto figura come secondo notaio e il nobile Nerone de Nirone risulta, come i suoi avi, abitante nella vicinia di San Tiburzio. Alla fine del secolo, nel 1595, il nobile Giulio Cesare, venne nominato, dal Duca di Parma, Castellano di Ronciglione. Risulta egli essere l'ultimo della sua stirpe.
- Da Palanzano

Di questa antica famiglia feudale di Palanzano possiamo dare solo scarne ed incomplete notizie. Li sappiamo presenti con questo nome fino alla fine del XIII secolo con Agnese, domina, ricordata nell'obituario pubblicato dallo Schiavi e con Vetulo, citato negli Statuti di Parma del 1255. Dal trecento non si ha più alcuna notizia e non è possibile ricostruire la loro genealogia. Tuttavia a Palanzano, durante questo stesso secolo, una famiglia, non ci è stato possibile capire se è la stessa che ha modificato il proprio cognome, quella dei della Cavana, vanta ingenti diritti feudali. A partire dalla fine del Trecento, invece, si affacciano altri nuclei famigliari che vantano subito ingenti proprietà e risorse e che tradizionalmente sono additati come appartenenti al gentilizio dei domines de Palanzano. Non è stato possibile accertare la loro situazione genealogica per cui non possiamo dire nulla di più sulla loro origine che rimane oscura, così come non ci è dato sapere se vantassero diritti feudale, al pari delle altre famiglie di cavalieri che componevano il commune militum e che erano le uniche a disporre di ingenti patrimoni durante quei secoli. Queste famiglie sono i Manini da Palanzano, gli Irali da Palanzano ed i Piazza da Palanzano. Dei primi sappiamo che, oltre ad alcuni rami documentati nelle Valli ancora in epoca tarda, un ramo si spostò da Palanzano a Parma nel 1645 con il magnificus dominus Giovanni il cui figlio Domenico fu investito come secondo notaio. Vennero successivamente accolti nella nobiltà parmigiana. Degli Irali (nella forma più antica de Airalis) abbiamo notizie certe fin dall'inizio del Quattrocento; nel 1453 Bartolomeo è giudice nelle Valli, chiamato a dirimere diverse controversie. Gli Irali, inoltre abitarono la bastia, il fortilizio di Palanzano, appunto nella località “agli Irali” fino almeno dall'inizio del secolo. Successivamente diversi personaggi illustrarono la famiglia, fra cui Paride e Paolo, Podestà delle Valli dei Cavalieri. Per quanto riguarda i de Plaza de Palanzano ricordiamo che Simone fu podestà delle Valli nel 1453. Nei secoli successivi la famiglia sembra estinguersi.
- Del Gazo

Di questa famiglia, che tenne la metà del Castello del Gazo per più di un secolo, non siamo in grado che di offrire scarne notizie. Sappiamo che il primo cavaliere che ne è investito dal Conte di Felino è Corradino, nel 1226. I suoi figli ed i suoi nipoti terranno il feudo e Gherardo l'avrà in comproprietà con i dalla Palude che lo utilizzarono come base per le loro scorrerie nella metà del Trecento. Alla fine del secolo il fortilizio è completamente abbandonato e di questi nobili cavalieri non si trova più traccia.
- Della Costa

La famiglia della Costa appare a Nosmozza già nel 1331 con Bertolo che là vanta diritti feudali. Pochi anni dopo, nel 1357, Guidone con i suoi figli e nipoti mantiene i suoi diritti e si schiera con Manuello Vallisneri.
- Della Fontana

Di questa famiglia abbiamo notizia fin dalla fine del XII secolo con il dominus Pietro Paolo. Suo figlio è il dominus Guido che partecipa nel 1207 alla promulgazione dello statuto di Vallisnera e che nel 1216 viene investito insieme a Pegoli et illos de la fontana de ranzano del feudo medesimo dal Conte di Felino Francesco Ruggeri. La famiglia, al pari delle altre casate cavalleresche vantava giurisdizioni sparse un po' per tutte le Valli, cosa non strana se consideriamo com'era organizzato il sistema feudale fra i cavalieri del commune militum. Nel 1319 l'investitura viene rinnovata ai nipoti di Guido, dominus Ugolino e dominus Arnaldo. Pochi anni dopo, nel segno delle lotte che contraddistinsero i vari clan di cavalieri Guglielmo della fontana vendette le sue ragioni contese in quel di Nismozza8 e nel reggiano a Giovanni di Vallisnera, detto Ussanza, cittadino reggiano. Già a partire dalla metà del XIII detenevano la bastia di Ranzano, posta alla fontana che venne poi ampliata nei secoli seguenti. Furono beneficiari della chiesa di Roncarola di cui detenevano il beneficio che poi passò ai Ghirardini ed infine venne accorpato alla parrocchia di Ranzano. In quest'ultima nel 1532 il Venerabilis vir dominus Bertolo della Fontana fondò una cappella sotto il titolo della Concezione dotandola di ingenti beni ed istituendo un giuspatronato perpetuo da trasmettersi agli eredi maschi legittimi e naturali della famiglia. Durante il Trecento hanno frequenti contatti con la città di Parma e Gardone viene mandato come podestà prima a Piacenza, al seguito del Visconti, poi a Lucca11. Ancora il dominus Pietro è notaio nominato dal Vescovo e roga all'inizio del secolo. Per un certo periodo fu patronato della famiglia il beneficio di San Matteo sul Cajo che passò successivamente ai Lalatta. Alla fine del secolo XIV don Bartolo è investito di ingenti beni la badessa del Monastero di San Quintino. Diversi membri della famiglia figurano fra gli ufficiali ed i magistrati che parteciparono al governo delle Valli. Nel Cinquecento il Capitano Cesare, già Console di Ranzano ed ufficiale nella compagnia delle Valli, venne nominato Comandante della Cittadella di Piacenza. Degno di nota è don Giuseppe che, alla metà del Seicento, resse per tutta la vita la parrocchia di Ranzano, contribuendo a ristrutturare la chiesa e la Cappella dove fu seppellito come gli altri della famiglia. Fu inoltre Vicario Foraneo di Tizzano e ricevuto, insieme ad altri della famiglia alla Corte Ducale. Ricevette una patente di familiarità. In questo secolo un ramo della famiglia si mosse verso Vajro con Bartolomeo. Il ramo rimasto a Ranzano si estinse alla fine del Settecento con Giovanni Battista, notaio, letterato e podestà di Tizzano. A Vajro diedero origine a copiosa discendenza che nel secolo scorso è diramata in Parma.
- Capacchi

La famiglia è nota fin dal XIII secolo. La forma cognominale appare per la prima volta negli Statuti di Vallisnera nella forma accrescitiva Capaccione, citata nel Capitolo che vieta di accendere fuochi al di sopra della fontana di Capaccione al fine di evitare incendi in direzione del Ventasso. Vive ancora il toponimo al quale si aggiunge il prato dei Capacchi, ad est delle rovine della rocca di Vallisnera, e ci rimandano alle antiche possessioni di diritti su fondi e fonti che la famiglia deteneva. All'inizio del XIII secolo i Capacchi si sono già, tuttavia, spostati a Vajro al seguito di quel ramo dei Vallisneri che si era stabilito sulla sinistra dell'Enza. Benché la famiglia Capacchi fosse stata, e rimanesse, di salda fede ghibellina i suoi rapporti con la chiesa si fecero più ragionevoli al momento di discutere le proprie ragioni feudali; molto spesso, del resto, la fede politica era piuttosto un interesse politico che cambiava e ricambiava con normalità a seconda degli eventi. Infatti nel 1340 Galvano Rossi, procuratore del Vescovo Ugolino, investì Domenico e Franceschino de Capacendis, dei Monti di Vairo e di ricchi beni in Rigoso purché prendessero in moglie Bruna Ferrari e Venozina Montali. Quasi vent'anni dopo Jacopino de Capachijs de la Serra figura fra gli altri cavalieri, heredes et sequaces, nello stipulare una pace ragionevole e duratura all'interno della consorteria. In questo periodo di tempo, accanto ai soliti accrescitivi e diminutivi troviamo anche l'indicazione “della Serra”, la contrada di Vajro dove sorgevano le loro case e dov'erano anche i loro possedimenti feudali. Alla Madonna della Serra era dedicato un beneficio di antica fondazione, già documentato nel 1354. Una radicata tradizione vuole che i Benvenuti e i Capacchi avessero dato alle fiamme la bastia di Vajro nella loro ritirata al Castellaro nel 1448 in modo da lasciare terra bruciata all'avanzata parmigiana. Al momento di giurare fedeltà al nuovo Signore di Parma, Francesco Sforza, ritroviamo Giovanni e Bertolino Capacchi, ufficiali per i confini del Podestà Bartolomeo da Casola e ospiti del banco di giustizia dove rendeva giustizia due volte la settimana, ubi ius redditur. Nel secolo successivo, la famiglia conserva posizione di preminenza in Vajro. Agostino Capacchi nel 1532 è fra gli Armigeri alla difesa delle mura e Bartolomeo, dopo il sacco di Vajro (1551) passa fra le file degli eserciti imperiali; è lo spagnolo spietato nemico dei francesi di cui si parla nelle cronache della guerra di Parma. Ferito al capo da un colpo di picca ricevuto durante una carica nei pressi di Rivergaro. Due suoi morioni, compreso quello che reca il colpo, sono conservati a Villa Basetti. Nella loro residenza, poi, il Duca Ranuccio amava fermarsi durante le sue battute di caccia. Agostino Capacchi, nel 1760, fonda in Strada Maestra di San Quintino la prima fabbrica di saponi di Parma. Cinque anni dopo ci vollero cinque mulini venduti da Agostino per pareggiare il passivo della società. Un ramo della famiglia, con Bartolomeo, acquisto terre a Scurano e dintorni dove si trasferì durante la seconda metà del XVI secolo. Luigi, nipote di Bartolomeo, lasciava i suoi possedimenti di Scurano per scendere fino a Basilicanova, attorno al 1770, e successivamente a Parma. Qui Giovanni e i figli Luigi (n.1817) e Giuseppe (n.1831) acquistarono case nell'oltretorrente. Da Luigi discende il professor Guglielmo, fra i fondatori della Comunità delle Valli dei Cavalieri, professore emerito di Lingua e letterature ugrofinniche preso l'Università di Bologna, cavaliere di I classe nell'Ordine al merito di S.Lodovico e nel S.A.I. Ordine Costantiniano di San Giorgio. Da ricordare, ancora, l'impegno liberale di Giuseppe che combatté volontario a Novara; tornato a Parma fu condannato per cospirazione e subito dopo la pena di morte venne commutata con il carcere a vita, dal quale riuscì a scampare fuggendo durante il trasporto in carcere.
- Castiglioni

Discendenti da Simone Vallisneri, condomino del castello di Castione, si insediarono definitivamente nelle terre fra Zibana e Caneto acquistandovi terre e mulini. Antonio Castiglioni è ricordato alla metà del XV secolo in una causa con Bartolomeo Piazza. Nei secoli successivi la famiglia aggiunse al suo il cognome degli Scala di Caneto. Alla fine del XVI secolo Antonio ricevette una patente di familiarità dal Duca di Parma mentre Pietro Paolo fu luogotenente delle milizie della Valli. Suo figlio Donnino, immatricolato notaio nel 1728, fu Podestà delle Valli e suo figlio, confermato nello stesso incarico fu l'ultimo a fregiarsi del titolo di Podestà delle Valli dei Cavalieri. Appartiene alla stessa famiglia anche Giuseppe Antonio che fu nominato Tenente nella milizia il 9 giugno del 1723.
- Coloretti

Presenti sicuramente fin dall'inizio del XIV secolo, sono presenti nel documento in cui si ridiscutono le competenze dei cavalieri nel 1357, insediatisi appunto nella località di Coloreto da cui prendono il nome. Un Guiscardo, nato nel 1350, è presente insieme ai figli nell'estimo del sale del 1415, probabilmente rappresentante di un ramo precocemente avviato verso la decadenza in quanto sottoposto alla tassazione. Fra il quattrocento e il cinquecento i Coloretti parteciparono come Consoli e giudici all'amministrazione delle Valli, fra i quali notiamo Bartolomeo che fu Console di Vajro al momento del giuramento di fedeltà l'anno 1559. Sempre residenti nella loro corte quattrocentesca di Coloreto, troviamo un Giovan Battista Coloretti caporale di una squadra a Nirone.
Carlo, prevosto di S. Andrea, Gian Maria, parroco di Ognissanti, ed il professor Don Bartolomeo, ammessi nel secolo XVII nella cittadinanza parmigiana, segnarono un primo inurbamento della famiglia. Le lapidi delle loro sepolture sono conservate in diverse chiese cittadine. Un ramo della famiglia rimase tuttavia a Vajro dove i discendenti risulterebbero ancora attestati.
- Cortesi

Le origini della famiglia sono da associare allo stesso contesto feudale che accomuna le altre casate cavalleresche, anche se i Cortesi rimasero subito all'interno delle corti di Monchio. Per questo motivo non si trovano mai citati all'interno dei documenti che parlano della giurisdizione dei cavalieri nelle valli. Una radicata leggenda vuole che un cavaliere Cortesi, insieme ad un Cavalli, avessero trucidato Jacopo Vallisneri ottenendo in cambio dal Vescovo l'esenzione dai carichi fiscali per i loro discendenti; interessante notare che in effetti le due famiglie furono sempre esentate. Già all'inizio del quattrocento i Cortesi prendono dimora anche in città con Antonio e Agostino, secondi notai. Lo stesso Antonio giurò fedeltà allo Sforza nel documento più volte citato. Fra i suoi discendenti si contano: il dominus Savello di Rigoso, notaio nel 1549, Alfonso e Matteo, abitanti in Parma. Ancora Giovanni Matteo fu nominato podestà di Sala e Giovanni Battista divenne notaio nel 1609. Suo figlio Pietro lo diventa nel 1677 e dimora a Rigoso. I discendenti del luogotenente Pietro Antonio, abitante nella vicinia di San Nicolo, furono notai e diedero origine all'attuale discendenza dei Cortesi in Parma. Coloro che invece rimasero stabilmente a Rigoso furono spesso ricordati per la loro estesa disponibilità economica. Al momento della visita del Cardinale Boncompagni, nel 1675, c'era chi dichiarava: «I Cortesi di Rigoso avranno un seimila scudi!» Nello stesso periodo Giovanni è caporale della squadra di Rimagna, dove la famiglia vanta estesi possedimenti fra cui l'oratorio di San Michele di Rimagna. Questo patronato era per un terzo degli uomini di Rimagna e per due terzi dei Cortesi. Un ramo del casato, seguendo Don Domenico rettore di Corniglio, si sposterà colà nel 1841 e successivamente verrà a Parma nel XX secolo. Già a Parma, come abbiamo visto, i Cortesi possedevano diverse abitazioni fra cui un palazzotto in Borgo S. Anna dove dimorava Don Nicola Cortesi, cavaliere Costantiniano, ed il Tenente Pietro Cortesi. Nella stessa casa era nato Michelangelo, preside della facoltà di Medicina nel 1801 e archiatra di Don Ferdinando di Borbone che ricevette sepoltura in Cattedrale. Un altro membro della famiglia, Domenico, segretario della Ducal Camera e benefattore delle monache luigine è sepolto nella prima cappella a sinistra. Un ramo, con capostipite il dottor Francesco, si spostò da Rigoso per trasferirsi a Fiorenzuola. Da lui nacque Giuseppe, magistrato e podestà di Castell'Arquato; fu cavaliere dell'Ordine Costantiniano ed adottò uno stemma brisato rispetto all'antico della famiglia.
- Pini

Le origini più antiche della famiglia Pini sono radicate al villaggio del Pignone, nella parte sud delle Valli. Qui la famiglia mantenne a lungo terreni e case anche se fin dalla fine del Trecento si spostò a Vairo, allora come oggi fra i centri più popolosi delle Valli dei Cavalieri. Là ricopri per diversi secoli il consolato ed altre magistrature; capostipite, a quanto siamo riusciti a ricostruire, sembrerebbe essere quel cavaliere, il dominus Giovanni del Pino, che nel processo del 1445 si fece fideiussore per i Vallisneri di Vajro durante l'esibizione della prova genealogica per dimostrare il possesso del feudo, vantato fin dal XII secolo. A questa famiglia appartiene don Almerico, segretario e cappellano di Carlo di Borbone, al suo seguito dal momento in cui fu Duca di Parma fino a quando divenne Re di Spagna. Ebbe la croce di cavaliere dell'Ordine di San Giorgio nel 1756. Un ramo della famiglia si spostò a Parma nel XVIII mentre un altro lo troviamo nelle Corti di Monchio con Domenico del Pino, luogotenente moschettiere nel 1620. Rammentiamo che oltre allo stemma più antico la famiglia ne usò in tempi più recenti uno così blasonato: d'argento al pino al naturale con i suoi frutti d'oro, sormontato da un lambello pure d'oro.
- Rinaldi

Nel 1319 Gian Giacomo Rinaldi, per sé e per i suoi figli, riceve il rinnovo dell'investitura già concessa ai suoi antenati nel 1236 per una serie di terreni a Carbognana. Il feudatario è il signore di Felino Bonaccorso Ruggeri che come abbiamo visto vantava estesi possedimenti nelle Valli. Circa trent'anni dopo Antonio Rinaldi compare fra i cavalieri nel succitato documento di divisione del 1357. I Rinaldi si spostarono a Trevignano dove accumularono terre e ragioni e non ci risulta che conservarono il loro diritti feudali su Carbognana. Estintasi la famiglia Ruggeri nei Conti Rossi i feudi nelle valli dei cavalieri rimangono sotto il controllo dei milites, almeno fino al 1448. Carbognana sembra perciò essere accorpata al feudo di Ranzano. Una piccola parentesi al riguardo della chiesetta di San Giacomo ancora nella memoria dei valligiani; era questo l'Oratorio di Carbognana, intitolato a San Giacomo ora andato perduto. La famiglia, si riserva, al pari delle altre, i posti di governo nell'amministrazione delle valli ed un ramo si spostò a Rimagna. A Trevignano rimasero anche dopo la spaventosa frana del 1441 e sicuramente nel 1525 c'erano ancora dei Rinaldi che compaiono fra i fideiussori nel giuramento di fedeltà. Un ramo, con il dominus Antonio scende a Parma e suo figlio Luigi viene nominato nel 1525 secondo notaio; Rocco è membro del Consiglio Generale per il 1691-1692. Nelle Valli, invece, all'inizio del Seicento la famiglia dovette cominciare il suo spostamento visto che nel 1612 troviamo un Giovanni Pietro che è Moschettiere nella milizia delle corti di Monchio. A Rimagna don Lazzaro Rinaldi fu rettore fino al 1748 e fece costruire l'Oratorio della Madonna del Sassone (il cui beneficio era già stato istituito da Marc'Antonio Galeazzi di Comano, rettore di Rigoso) con il concorso della popolazione che tenne per sé un terzo del patronato; i restanti due terzi erano invece della famiglia Cortesi. Da Rimagna i Rinaldi si spostarono a Trefiumi sul finire de Settecento; da Giacomo, coniugato con Maria Cortesi, discende Alessandro che acquistò due poderi vicino Trefiumi.
- Scala

La presenza della famiglia Scala all'interno della consorteria è attestata fin dagli heredes di Giovanni della Scala che intervengono per i loro feudi fra Trevignano e Caneto nella divisione del 1357. Nei secoli successivi diversi membri della famiglia ricoprono ruoli di governo nell'amministrazione delle Valli.
- Vallisneri

Laghi
Del Campo (ramo Vallisneri)
Nota fin dall'XI secolo la famiglia Vallisneri, come si è ampiamente notato nel corso della trattazione, diviene ben presto la più influente fra quelle componenti il commune militum assumendo così, al pari delle altre famiglie, anch'esse strutturate secondo una forma clanica, si divise in molti rami. Già nel 1107 un ramo dei Vallisneri, rappresentato da Rodolfo, sua moglie Matilde e il fratello di lui Gualtiero, figli del fu Raniero concedono la libertà ad un loro servo. Ancora nel 1145 Beatrice da Vallisnera, vedova di Gerardo da Carpineto, stipula un atto per il possesso del castello di Piolo, in comproprietà con gli eredi di Rodolfo da Dallo; solo un anno dopo, un altro Vallisneri, Cacciafolle, è investito dall'abate del monastero di S. Prospero di Reggio di una pezza di terra nella corte di Nasseta.
Nel 1207 a Vallisnera, Nicolò e Zibello di Vallisnera, insieme ad altri cavalieri, concedono lo Statuto di Vallisnera. I discendenti, invece, di Bonaccorso da Vallisnera, che nel 1229 giurò fedeltà al comune di Reggio, rimasero stabilmente a Vallisnera mentre un altro ramo si stabilisce a Vairo. Abbiamo infatti notizia, in questo periodo, di personaggi come Veltro da Vallisnera che partecipò ad una battaglia fra reggiani e parmigiani. Sebbene fossero usciti vincitori questi ultimi alcuni reggiani, fra cui Veltro tornarono in città con alcuni nobili parmigiani prigionieri. Il fatto che a Reggio si rifiutassero di rimettere in libertà questi nobili creò tanta indignazione in Veltro che decise di passare dalla parte di Parma. Nel 1247 Uberto da Vallisnera occupò la rocca di Vallisnera a nome di Parma che da vent'anni aveva giurato fedeltà a Reggio. Questo controllo non durò molto dato che il del feudo rimase saldamente al ramo della famiglia residente a Vallisnera. Del resto il fatto che si parteggiasse momentaneamente per l'uno o l'altro comune dipendeva solo dalla concessione o meno di privilegi ma all'interno delle valli fino a XV secolo i comuni non poterono affermare altra giurisdizione ma solo accattivarsi la fedeltà dei cavalieri concedendo loro qualcosa in cambio. 
Quando poi, alla metà del XIV secolo, dopo lotte e guerre fra i diversi clan di cavalieri, si riuniscono attorno ad un notaio con i loro heredes et sequaces i rappresentanti dei Vallisneri da Vallisnera e dei Vallisneri da Vajro, vengono fissati una volta per tutte i limiti dei confini e delle ragioni feudali che i cavalieri vantavano allora in modo da arrivare ad una duratura pace. In questo stesso contesto, oltre che di altre famiglie di milites, siamo informati di altre diramazioni degli stessi Vallisneri. Innanzitutto i discendenti di Corradino Vallisneri de Ronchulaco, che nel secolo successivo prenderanno a nominarsi solo de lacu e poi Laghi, stabilitisi nei pressi di Castagneto. Ancora i Vallisneri del Campo, rappresentati fra coloro che giurarono fedeltà a Reggio dal dominus Madino e, nel secolo successivo da Bertolino detto del Campo figlio di Tommaso dei nobili di Vallisnera, di cui non ci è stato possibile seguirne lo sviluppo. Sappiamo che possedevano diversi interessi nella corte di Nasseta di cui vennero investiti nel 1337 dal monastero di S. Prospero e nel 1331 i loro vassalli con tutte le terre ad Aquabona, Nosmozza, Collagna e Castagneto, tramite un contratto, si erano sottratti dalle loro dipendenze pagando 100 libbre di Reggio portando i suddetti feudi a Giovanni da Vallisnera che gli versava altre 100 libbre.
Ad Antonio Vallisneri, figlio di Giacomo, che dopo una valorosa battaglia concedette Reggio a Niccolò d'Este venne consegnato il feudo di Nigone con le sue pertinenze. Al primo conte di Nigone spettavano diverse terre nel parmigiano, come Vairo e Palanzano, che il marchese Niccolò gli concedette frattanto che era signore di Parma; tuttavia queste ultime concessioni non trovarono applicazione essendo quei feudi in mano ai Vallisneri di Vajro, cugini secondo grado di Antonio. Proprio uno di questi, Jacopo, fu il principale attore nella vicenda della guerra del Castellaro del 1448. 
Un pronipote di Antonio, Giovanni Antonio, giureconsulto reggiano, venne creato Conte Palatino da Federico III Imperatore nel 1469; per questo motivo un ramo dei Vallisneri ebbe nello stemma aggiunto il cosiddetto “capo d'Impero” e cioè un'aquila nera in campo oro da porsi nella parte alta dello scudo. I suoi discendenti si stabilirono a Ferrara; questo ramo risulta estinto.
Da questo punto i Conti di Nigone tennero il feudo fino all'eversione della feudalità; la famiglia si estinse con il conte Girolamo, morto senza eredi nel 1815 e fondatore del Tempio della Beata Vergine della Ghiara in Reggio Emilia. 
I discendenti dei Vallisneri rimasti a Vallisnera, invece, vennero nominati Conti di Vallisnera e Valbona per la prima volta il 30 settembre del 1560 nella persona del Conte Giovanni Andrea. Anche questo ramo, con successive conferme del feudo, tenne Vallisnera fino all'eversione della feudalità. Tuttavia negli anni i Conti di Vallisnera si impoverirono sempre di più, costretti a lavorare il loro stesso feudo, e senza più sostanze non rimase loro che il ricordo dell'antica dignità.

## La Comunità delle Valli dei Cavalieri
Un'Associazione Culturale, dedita allo studio e allo sviluppo del territorio delle Valli dei Cavalieri, è presente a Parma dal finire degli anni Sessanta. La prima proposta fu del professor Lino Lionello Ghirardini di costruire "fra i montanari della nostra vallata che rispondesse allo scopo di conoscerci meglio, di rivederci un po' più spesso; un'associazione, insomma, fra potenziali amici, senza finalità utilitaristiche". L'idea venne accolta con successo e nel giugno del 1971 l'Associazione vide la luce su iniziativa dello stesso Ghirardini, del geometra Giancarlo Bodria e degli altri soci fondatori: professor Guglielmo Capacchi, dottor Sergio Madoni, maestro Lucio Quaretti, dottor Alberto Boraschi, Monsignor Andrea Maggiali, geometra Domenico Dazzi, prof. Giorgio Ambanelli e il ragioniere Bruno Capitani.
L'Associazione, dal motto Fidelitas Fides Nostra, iniziò così la pubblicazione di notizie riguardanti i Comuni di Palanzano, Monchio e Ramiseto, ovvero i comuni nei quali permane ancora la denominazione storica di Valli dei Cavalieri "per costituire un prezioso documentario della nostra vita attuale destinato alle generazioni future, e non solo agli specialisti" ma anche per avviare il recupero di tradizioni, notizie storiche e reperti archeologici e della cultura materiale.
Da oltre trent'anni esce quindi "Le Valli dei Cavalieri. Rassegna di storia e vita dell'Alta Val d'Enza e Val Cedra", annuario della Comunità che è arrivato ad oggi (febbraio 2012) al 28º numero; al suo attivo ha numerose altre iniziative quali:
- scambi culturali internazionali con la State University di New York negli studi del prof. Christopher Polglase.
- la fondamentale ricerca folklorico-antropologica (seguita dalla pubblicazione di libro e disco) Canti popolari della Val d'Enza e della Val Cedra, a cura del maestro Marcello Conati
- la ristampa di testi introvabili come Viaggio ai monti di Parma. 1804 del capitano Antonio Boccia
- il patrocinio di nuove ricerche sulla storia del territorio e l'organizzazione di incontri di studio.
- collaborazioni con gli altri Centri Studi dell'Appennino Parmigiano coordinati dalla Fondazione Andrea Borri[collegamento interrotto]

L'Associazione è inoltre concretamente presente sul territorio con interventi culturali di spessore:
- Premio Nazionale di Poesia "La via del Sale" (presidente di giuria il prof. Paolo Briganti) 
- Borsa di studio: premio Alberto Boraschi per una ricerca sul tema “L'Economia delle Valli dei Cavalieri nel Novecento”, 1997